# Susceptance
La susceptance, notée B, est la partie imaginaire de l'admittance. Elle est mesurée en siemens (S). On utilisait depuis 1887 le terme permittance, aujourd'hui obsolète.
On a la relation :
{\displaystyle Y=G+jB\,}
Avec :
- Y l'admittance, en S ;
- G la conductance, en S ;
- {\displaystyle j^{2}=-1\,} ;
- B la susceptance, en S.

L'admittance Y est l'inverse de l'impédance Z :
{\displaystyle Y={\frac {1}{Z}}\,}
Avec :
- {\displaystyle Z=R+jX\,} ;
- Z l'impédance, en Ω ;
- R la résistance, en Ω ;
- X la réactance, en Ω.

On a donc :
- {\displaystyle B={\frac {-X}{R^{2}+X^{2}}}\,} ;

et symétriquement :
- {\displaystyle X={\frac {-B}{G^{2}+B^{2}}}\,}.